# MYNAME the 1st single
《MYNAME the 1st single》是韓國的男子組合MYNAME的第1張韓語單曲，2012年5月31日由H2media發售

## 概要
- 《MYNAME the 1st single》是MYNAME第1張單曲。
- 《Hello & Goodbye》為此單曲的主打曲目。此曲往後成為MYNAME第二張日語單曲「What's Up」B面曲、第一張原創日語專輯「WE ARE MYNAME」收錄曲《Hello & Goodbye（Japanese Ver.）》的韓語版本。
- 新曲《Replay》為MYANME的第一張原創日語專輯《WE ARE MYNAME》收錄曲及先行曲目《Replay（Japanese Ver.）》的韓語版本

## 收錄内容
1. Say My Name（Intro）
2. Hello & Goodbye
3. Replay
4. Girlfriend
5. 忘記（feat. 黃倫碩）（Outro）（잊을게）